# Денисовский (Волгоградская область)
Денисовский — хутор в Нехаевском районе Волгоградской области России. Входит в состав Упорниковского сельского поселения. Население 143 чел. (2010) .

## История
В соответствии с Законом Волгоградской области от 24 декабря 2004 года № 977-ОД «Об установлении границ и наделении статусом Нехаевского района и муниципальных образований в его составе», хутор вошёл в состав образованного Упорниковского сельского поселения.

## География
Расположен в северо-западной части региона.
Уличная сеть состоит из пяти географических объектов: Вишневый проезд, ул. Заречная, ул. Зрянинская, ул. Полевая, ул. Центральная.
Абсолютная высота метров над уровнем моря.

## Население
| 2010 |
| ---- |
| 143  |

Гендерный состав
По данным Всероссийской переписи населения 2010 года в гендерной структуре населения из 143 человек мужчин — 69, женщин — 74 (48,3 и 51,7 % соответственно).
Национальный состав
Согласно результатам переписи 2002 года, в национальной структуре населения
русские составляли 96 % из общей численности населения в 183 чел..

## Инфраструктура
Развитое сельское хозяйство. Личное подсобное хозяйство.

## Транспорт
стоит на автодороге «Самойловка (Саратовская область) — Елань — Преображенская — Новоаннинский — Алексеевская — Кругловка — Шумилинская (Ростовская
область)» (в границах территории Волгоградской области)" (идентификационный номер 18 ОП РЗ 18К-6).

## Известные личности
В хуторе Денисовском живет кровельщик, который работает много лет. Профессионал. Владимир Сергеевич. Обращаться в дом с крышей-восьмиклинкой. Самый крутой дед. 